# Kâmpóng Chhnăng (prowincja)
Kâmpóng Chhnăng (khm. ខេត្តកំពង់ឆ្នាំង)  – prowincja w centralnej Kambodży. W 1998 roku zamieszkana przez 417 693 osoby. Dziesięć lat później miała ponad 472 tysiące mieszkańców.
Prowincja podzielona jest na 8 dystryktów:
- Baribour
- Chól Kiri
- Kâmpóng Chhnăng
- Kâmpóng Lêng
- Kâmpóng Trâlach
- Rolea B'ier
- Samôki Méan Chey
- Tuek Phos